# Cheval de ban'ei
Le cheval de ban'ei (Nihon Bankei Shu (ばんえい馬)) est une race de chevaux de trait japonaise, très populaire dans son pays d'origine où elle est utilisée presque eclusivement pour des courses spéciales nommées ban'ei (trait-tract en français). Ces chevaux descendent de croisements entre des chevaux de trait européens. 

## Dénomination
D'après l'écrivain Giacomo Giammatteo, la graphie juste du nom de cette race de chevaux est en lettres minuscules, dans la mesure où cette race est nommée d'après le sport équestre japonais du ban'ei.

## Histoire
Le cheval de ban'ei n'est pas toujours considéré comme une race à part entière. Il s'est formé au Japon par croisements entre diverses autres races de chevaux de trait, notamment le Percheron,  le Breton et le Trait belge. Certains sont issus du Dosanko, un cheval japonais.
Des courses de traction sont populaires de longue date sur l'île d'Hokkaido et à Tohoku. Elles voient s'affronter les chevaux de trait locaux, issus d'un mélange entre le Percheron et le Bretons. Les premières courses de ban'ei organisées voient le jour en 1948. Au fil des années, les importations de chevaux Percherons et Bretons depuis la France se poursuivent.
Ces chevaux disposent de leur propre stud-book au Japon depuis 2003. Auparavant, ils étaient enregistrés comme "半血種（輓系)" (trait demi-sang).

## Description
CAB International indique une taille de 1,50 m à 1,65 m, et le guide Delachaux de 1,45 m à 1,64 m. Le poids peut excéder une tonne. 
Le modèle est celui du cheval de trait lourd, avec un poitrait très large, une croupe fortement musclée, et une encolure également très musclée.
Il n'existe aucune exigence en matière de robe, aussi une grande variété se rencontre : des sujets bais, alezans, gris, crins lavés, noirs, rouans ont été enregistrés depuis la création du stud-book.
Le programme d'élevage autorise huit races de chevaux de trait à entrer dans le stud-book ouvert : Ardennais, Clydesdale, Shire, Trait belge, Breton, Boulonnais, Brabançon et Percheron.
La prévalence des maladies génétiques est inconnue, une source scientifique occidentale citant le « ban-ei » comme étant exempt de maladies génétiques, sous un nom différent de celui qui est utilisé dans les sources scientifiques japonaises.

## Utilisations

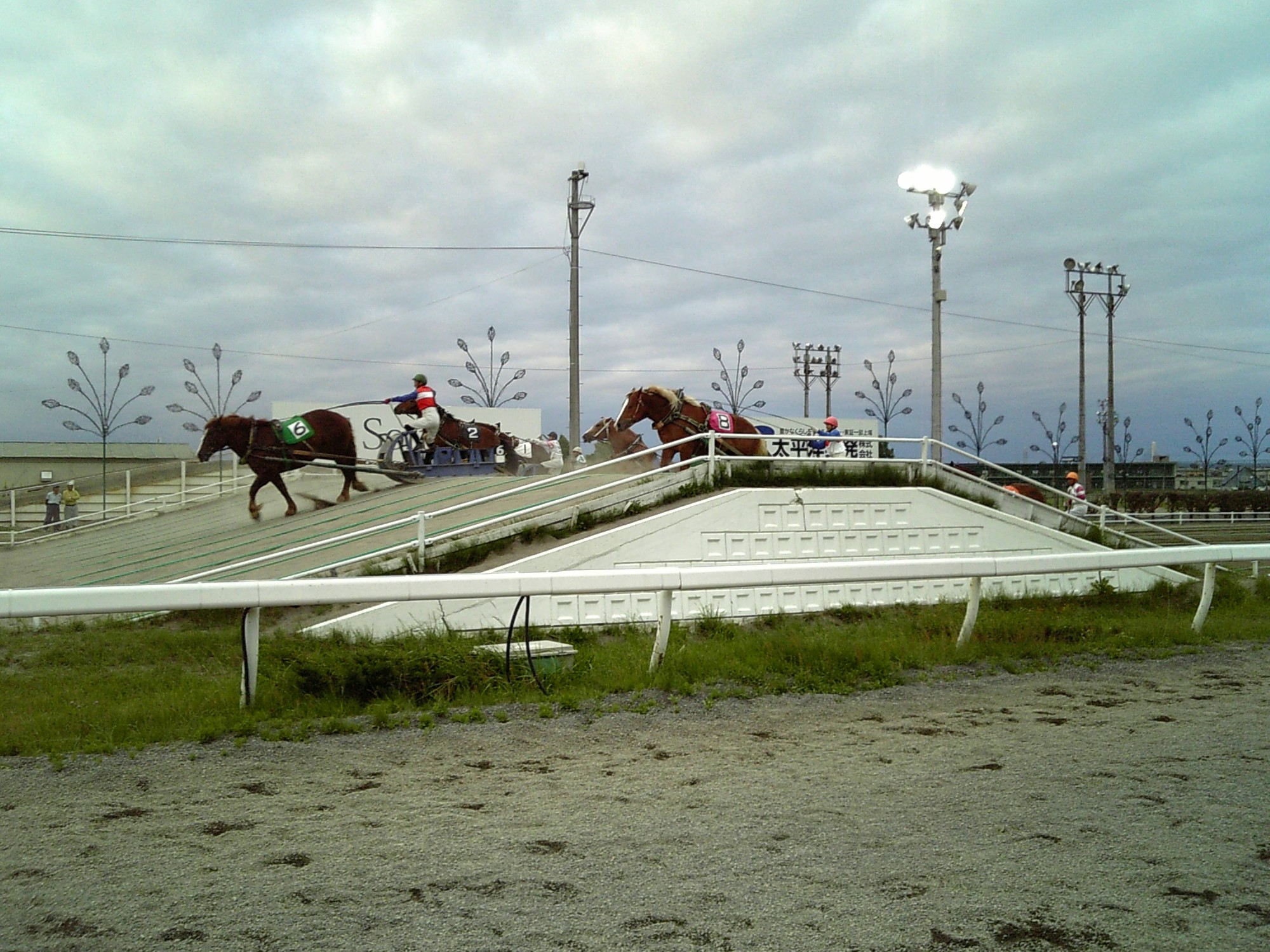
Course de ban'ei à Obihiro au Japon

Ces chevaux sont presque exclusivement destinés aux courses dites de ban'ei keiba, qui se déroulent sur 200 mètres, et représentent au Japon une industrie économiquement puissante. cependant, ils sont aussi abattus pour leur viande. Il arrive qu'ils entrent en croisement avec des races de chevaux japonaises.

## Diffusion de l'élevage
La race est propre au Japon, et semble ne pas être menacée,. Cependant, le cheval de ban'ei n'est pas répertorié dans la base de données DAD-IS. 